# Шведські шахи

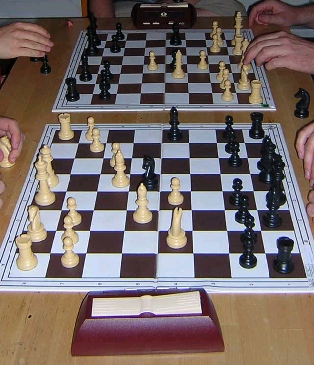
Шведські шахи

Шведські шахи (оригінальна назва - "Bughouse chess") - різновид шахів для чотирьох гравців, що складають дві команди по дві людини. Гра йде на двох дошках, гравці однієї команди грають на різних дошках, що стоять поруч, різним кольором. Фігура суперника, що знята з однієї шахівниці передається партнеру, що грає на іншій дошці, і може бути використана ним як своя.
У шведські шахи зазвичай грають із коротким контролем часу. Швидкі ходи та передача фігур справляють сильне враження на незнайомих з грою людей, звідси назва bughouse (божевільний будинок).

## Правила

### Загальні
Грають дві команди по два гравці. Одночасно ведеться дві партії на двох шахівницях, гравці однієї команди (в команді відповідно двоє гравців) грають кожен на власній шахівниці. Партнер у команді має відповідно протилежний колір фігур. При взятті фігури суперника гравець передає її партнеру, який грає за іншою шахівницею поряд. Взяті партнером фігури становлять так званий резерв. Резерв кожного гравця перебуває поза дошкою. За бажання гравець може замість свого чергового ходу виставити будь-яку фігуру резерву на будь-яке вільне поле дошки, ввівши її таким чином в активну гру. За винятком деяких особливостей, гра на кожній шахівниці ведеться за стандартними шаховими правилами. У турнірах зазвичай використовуються модифіковані правила для бліцтурнірів класичних шахів. Програє команда, гравцю якої поставили мат або гравець якої першим прострочив час. Зрозуміло, будь-яка команда може будь-якої миті здатися. Нічия оголошується за взаємною угодою сторін, або якщо одночасно закінчується час на обох дошках, або якщо одночасно на обох дошках ставиться мат або при триразовому повторенні ходів. На практиці нічиї трапляються дуже рідко.

### Обмеження та відмінності від класичних шахових правил
- Хід вважається зробленим, коли перемикається годинник. Якщо гравець своїм ходом взяв фігуру супротивника, він повинен передати її партнеру тільки після того, як переключить годинник. Не можна брати до рук одночасно більше однієї фігури.
- Якщо король знаходиться під шахом фігури суперника, яку неможливо   взяти та неможливо відвести короля від шаху та неможливо прикрити короля іншою фігурою з дошки, але проте при цьому він потенційно може бути прикритий виставленням фігури з резерву (навіть якщо у гравця такої фігури наразі немає), така позиція вважається не матом, а шахом. В такому випадку програш не фіксується. Гравець може зависнути (див. нижче) до отримання потрібної фігури, що потенційно може бути виграною на іншій дошці або закінчення часу. Матом визнається тільки позиція, де король не може бути прикритий від шаха жодними потенційно допустимим правилами способом (наприклад, коли шах дає  кінь, або коли фігура, що дає шах, стоїть впритул до короля, або шах отримано "подвійним шахом", від якого неможливо закрити короля одним ходом). Таке положення позначається як "Мат на дошці".
- Забороняється виставляти пішака з резерву на останню та першу горизонталь.
- Ферзь або інша фігура, яка була перевтілена з пішака, під час взяття передається партнеру не як фігура, а як пішак.
- Пішак, виставлений на полі другої горизонталі, має ті ж можливості ходу, що й пішак, що спочатку стоїть на своїй вихідній позиції: він може першим ходом піти на два поля; також при такому ході пішак може бути взятий на проході суперником.
- Тура, виставлена на крайнє поле першої горизонталі, може брати участь у рокірованні, як фігура, що ніколи не ходила.
- Гравцям заборонено приховувати резерв від супротивників.

### Варіанти правил

Партія у шведські шахи (анімація).

Існують модифікації правил, що використовуються в різних клубах та серверах в Інтернеті. Відмінності в основному стосуються наступних моментів:
- Шах або мат при виставленні фігури на шахівниці.
  - Не можна оголошувати шах чи мат.
  - Можна оголошувати шах, але не можна оголошувати мат.
  - Можна оголошувати і шах і мат.

## Особливості командної гри
Оскільки гра ведеться на двох шахівницях, а мат потрібно поставити тільки на одній, з'являється додатковий тактичний елемент: гра з урахуванням стану партії, що ведеться на іншій дошці, і часу, що залишився. Цей елемент призвів до появи у шведських шахах специфічних понять та механізмів гри.

### Зависання та очікування
У якийсь момент партії гравець може вирішити, що в цій ситуації робити свій черговий хід не можна чи невигідно. Наприклад, для успішного продовження своєї партії необхідно отримати в резерв певну фігуру, або, навпаки, назріває розмін, через який партнер (до противника якого перейдуть взяті фігури) може різко погіршитися ситуація. Один із варіантів дій — не робити ходу, доки ситуація не зміниться (скажімо, доки партнер не надасть потрібну фігуру). Такий стан називається «зависанням». Зависання може тривати не довше, ніж до закінчення часу гравця.
Якщо позиція в партії така, що після ходу гравця противник ходом у відповідь неминуче поставить мат, то єдина можливість уникнути програшу — вимушене зависання в надії на те, що за час, що залишився, партнер зможе перемогти на своїй шахівниці. Таке зависання називається «очікуванням». Якщо у суперника на іншій дошці залишилося більше часу, ніж у гравця, що очікує, він може здобути перемогу, якщо, своєю чергою, зависне.

### Перемовини партнерів
Для координації дій партнерів у шведських шахах дозволяються усні переговори. Переговори ведуться відкрито. У ході переговорів партнери можуть вказувати на стан партії на своїй дошці, говорити, які фігури їм потрібні. Жодного формалізованого протоколу переговорів немає, зазвичай намагаються говорити коротко, щоб не втрачати час і не заважати партнеру без необхідності. Типові репліки партнерів у ході переговорів: «Я завис», «Мені потрібен кінь», «Мій чекає» (тобто противник, гравця, що дає репліку перебуває в очікуванні, отже тепер результат партії залежить від партнера і від часу), можливі рекомендації типу «краще  зависни» або «візьми слона», можна запитувати думку партнера про свою партію або ставити питання про доречність окремих ходів (наприклад, «можна мені розміняти ферзів?»). Репліка «Мат на дошці» — сповіщення про виграш партії.
У переговорах заборонені лише прямі підказки партнеру, тобто фрази, що рекомендують зробити конкретний хід типу «піди ферзем на g5» (хоча це правило застосовується не завжди). За пряму підказку, залежно від регламенту турніру, може бути зменшено час гравця або навіть зараховано поразку. Крім того, турнірні правила зазвичай рекомендують зводити до мінімуму обмін репліками, які не мають прямого відношення до суті гри.

## Контроль часу
Обидві партії починаються і ведуться одночасно, жодних спеціальних правил із синхронізації ходів на дошках немає. Гра практично завжди ведеться з контролем часу, для якого використовується пара звичайних шахових годинників (один годинник на дошку). Контроль часу є принципово важливим, оскільки, на відміну від шахів, впливає на логіку гри через наявність станів <i id="mwVA">зависання</i> та <i id="mwVQ">очікування</i> . Зазвичай на партію дається не більше 5 хвилин на гравця, щоб при одночасному зависанні на обох дошках не чекати довго, поки на одній із дощок час закінчиться раніше. Під час гри гравці повинні бачити показання годинника сусідньої дошки.

## Теорія
Результат гри значною мірою залежить від інтуїції та якості взаємодії гравців. Основні моменти, що відрізняють тактики шведських шахів:
- Наявність резерву саме собою потребує зміни підходу до тактики і нападу, і захисту. В обох випадках потрібно враховувати фігури резерву, свої та супротивника, причому не тільки наявні, а й ті, які можуть з'явитися потенційно.
- Фігура в резерві має більшу цінність, ніж однойменна фігура на дошці, головним чином через набагато більшу мобільність. Прийнято вважати, що фігура в резерві
- приблизно в півтора рази сильніша за таку ж фігуру на дошці, але ця оцінка не зовсім точна, оскільки різниця залежить від фігури та позиції.
- Змінюється порівняльна цінність фігур Так, на дошці слон сильніший за коня, оскільки більш мобільний, але в резерві мобільність урівнюється, чи навіть кінь стає сильнішим, оскільки від нього неможливо закритися.

## Розповсюдження
У шведські шахи грають у багатьох країнах світу, хоча масово популярною цю гру назвати не можна. В основному, любителі грають в Інтернеті (найвідоміший і найпопулярніший сервер - FICS). З міжнародних очних змагань найбільш відомі турніри в Берліні (його іноді називають неофіційним чемпіонатом Європи) та Женеві.